# 2-02-960У, 2-02-964У, 2У-02-964
2-02-960у, 2-02-964у, 2у-02-964 — проекти типових шкіл на 960 або 964 учня, розроблені інститутом Діпромісто на чолі з Йосипом Каракісом. Являють собою цегляні триповерхові навчальні корпуси з одноповерховим об'ємом спортивної та актової зал, з'єднаних об'ємом вестибюля зі входом. Майстерні з котельнею винесені в окрему будівлю. Проекти відрізняються дзеркально та деякими елементами.

## 2-02-964у
Першою експериментальною школою, що стала типовою, була школа № 24 у Краматорську в 1962 (вулиця Богдана Хмельницького, 28). Відрізняє проект від подібних чотири вікна з торця навчального корпусу і відповідно два вікна короткого крила на внутрішньому боці.

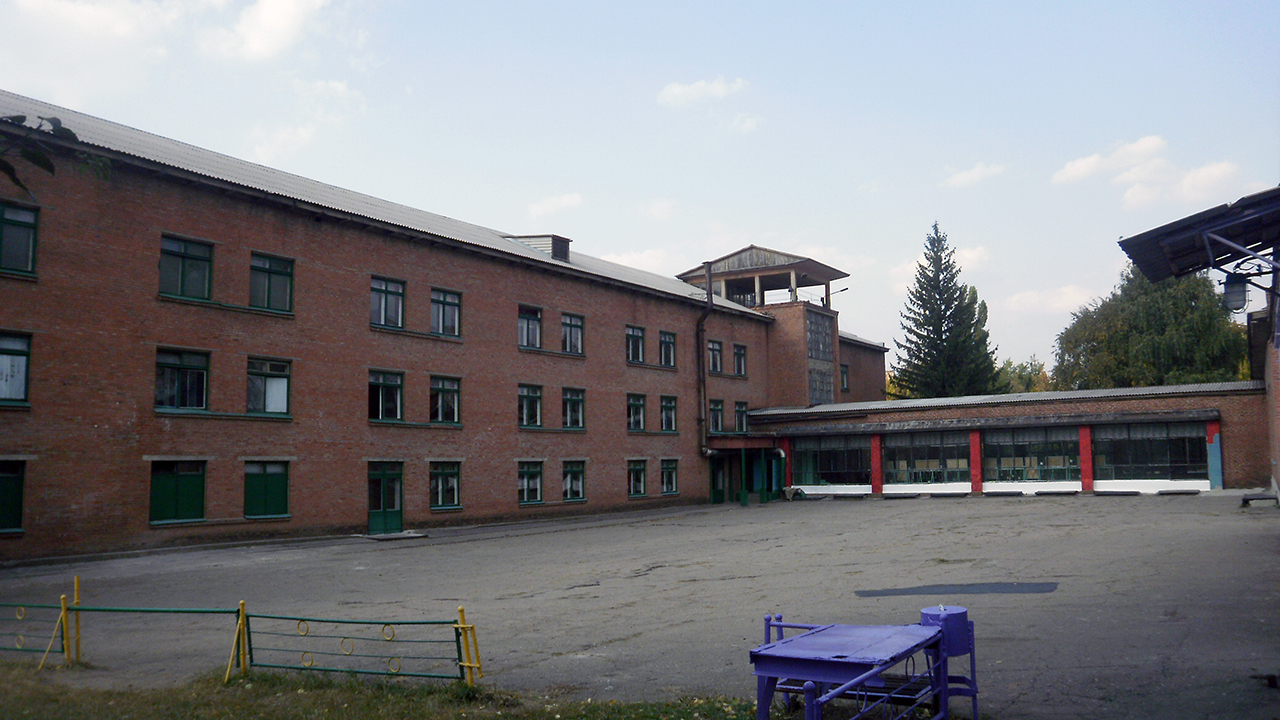
Краматорськ, школа № 24, 1962
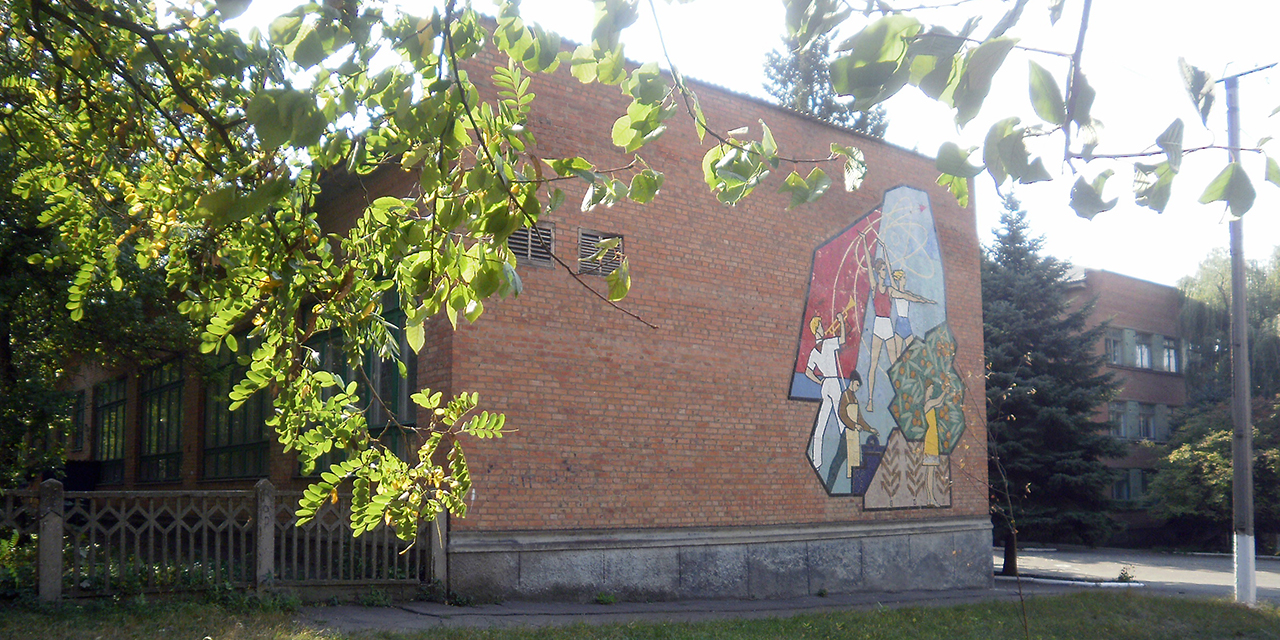
Краматорськ, мозаїка на школі № 24
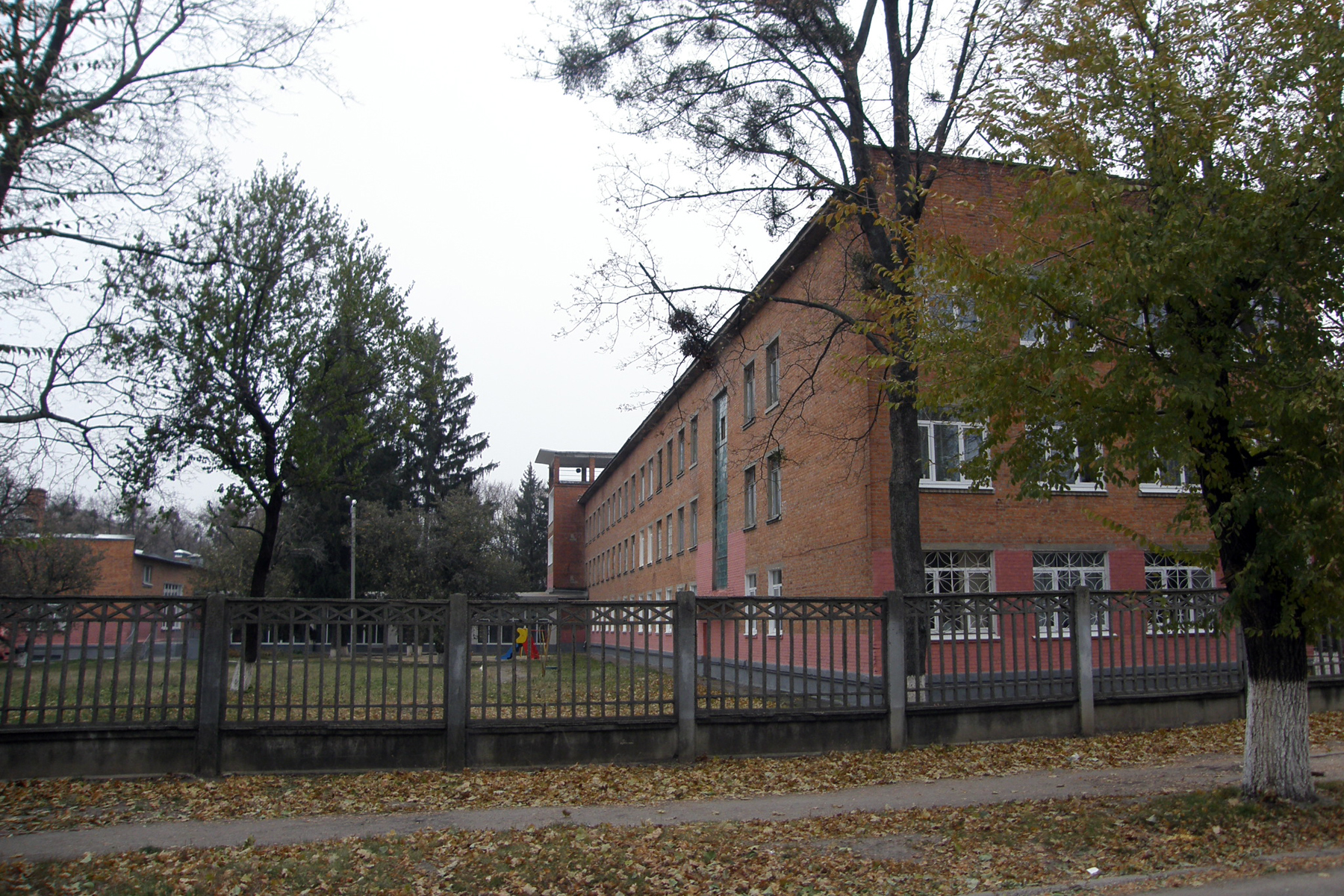
Харків, школа № 80, 1963
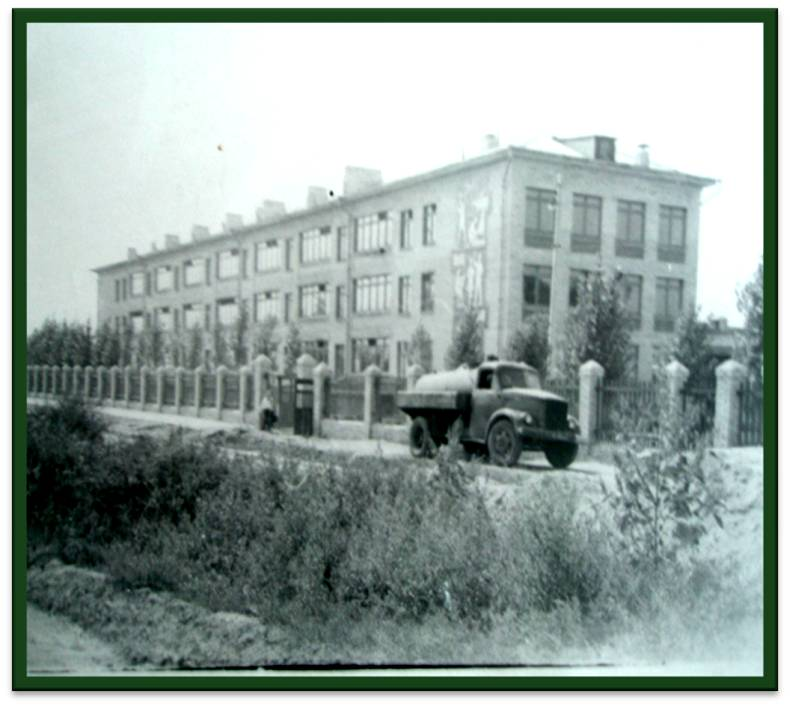
Кременчук, школа № 22, 1965
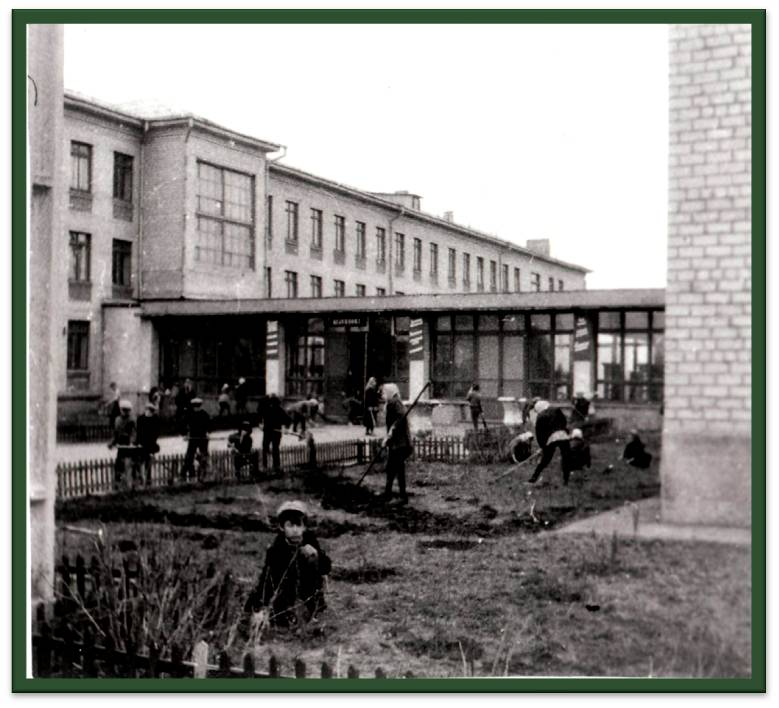
Кременчук, школа № 22, 1965
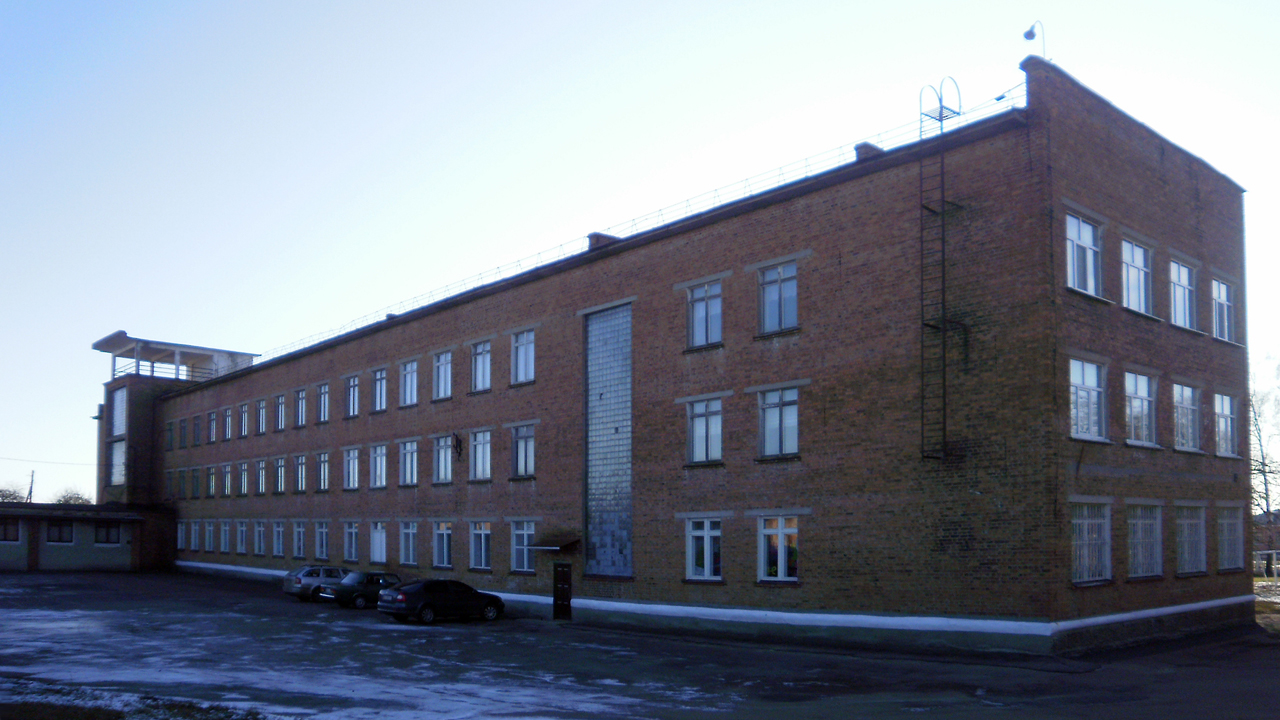
Конотоп, школа № 9, 1965
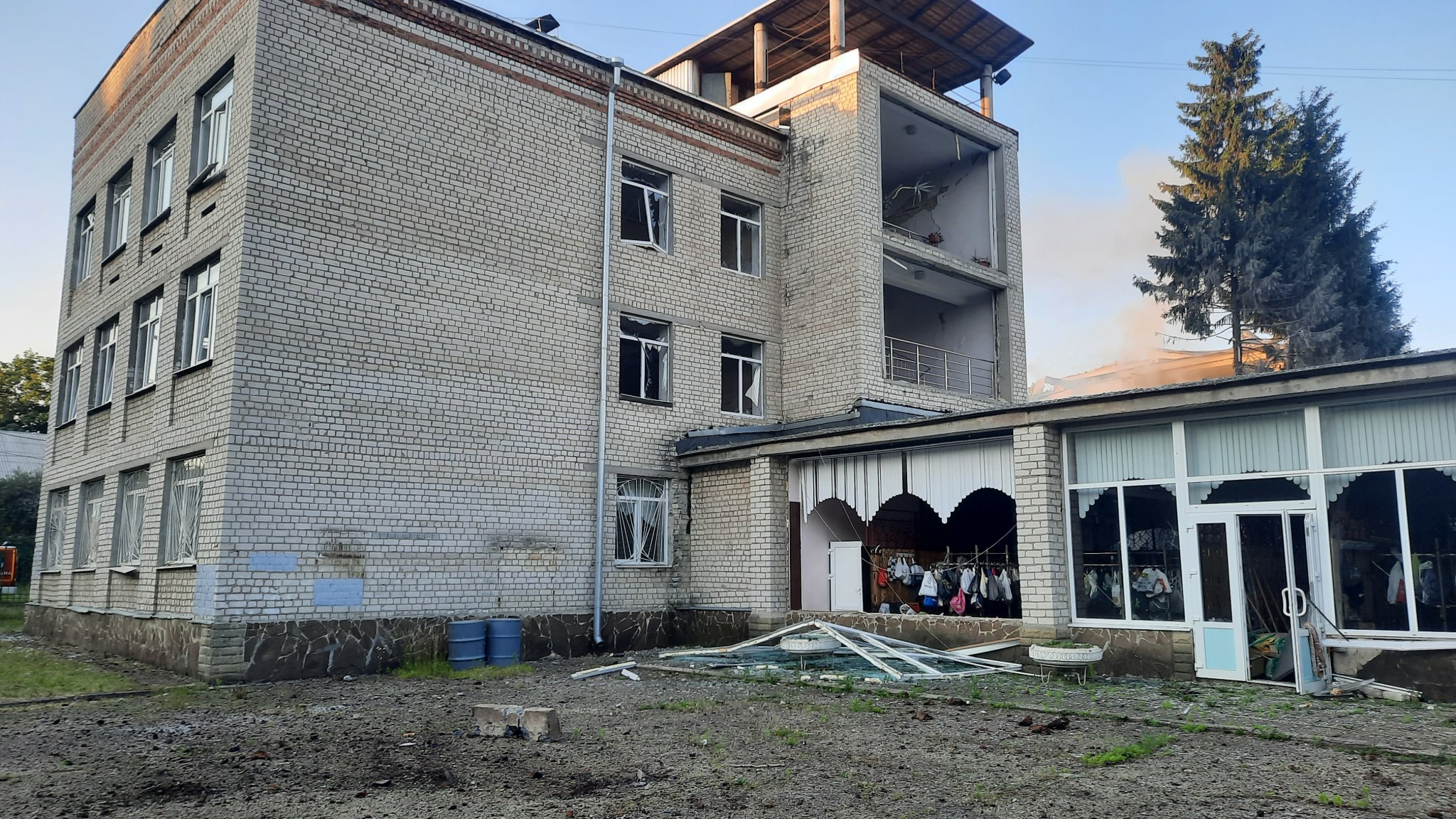
Харків, Павлове Поле, гімназія № 47, 1969, після рунування Росією

### Чотириповерховий варіант
Архітектори Й. Каракіс, Г. Зуєв, Н. Савченко, В. Валік і Н. Куцевич і інженери С. Клігерман, Г. Каппель і Н. Петрова розробили типовий проект з надбудовою 4 поверху зі збільшенням числа учнів до 1320, що став поширеним у Києві.

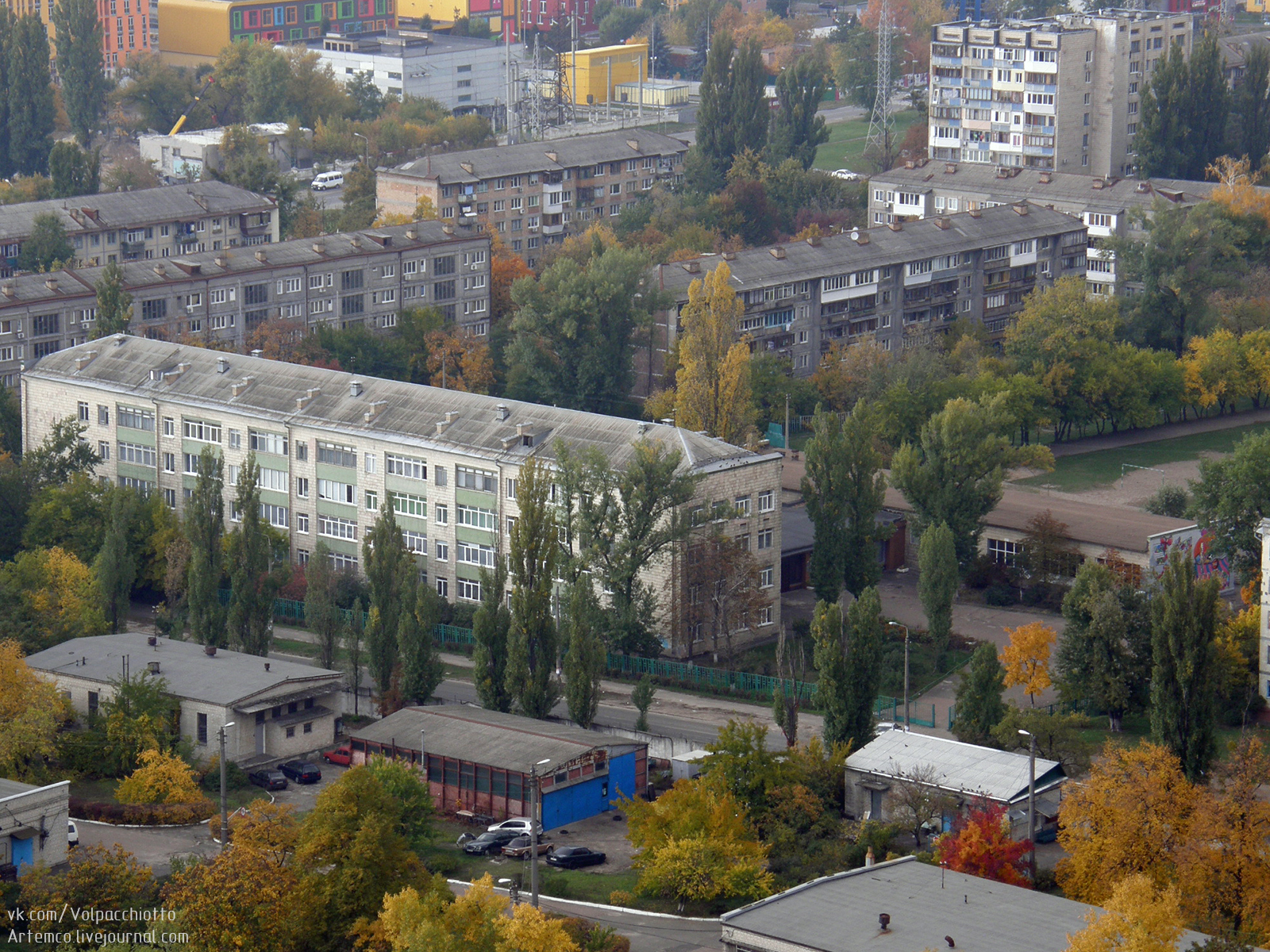
Дарниця, школа № 31, 1962 — перша школа проєкту
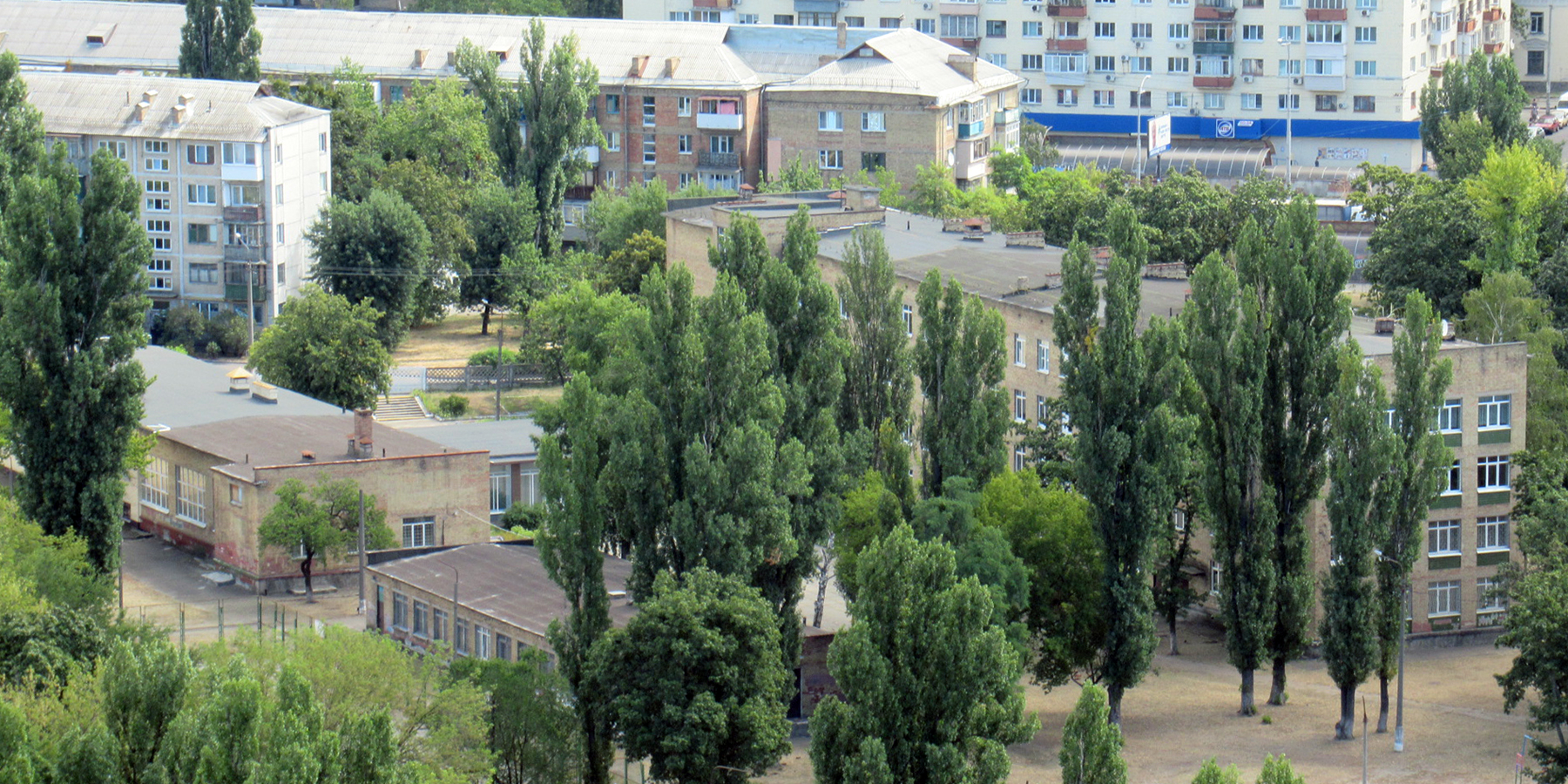
Дарниця, ліцей № 176, 1962
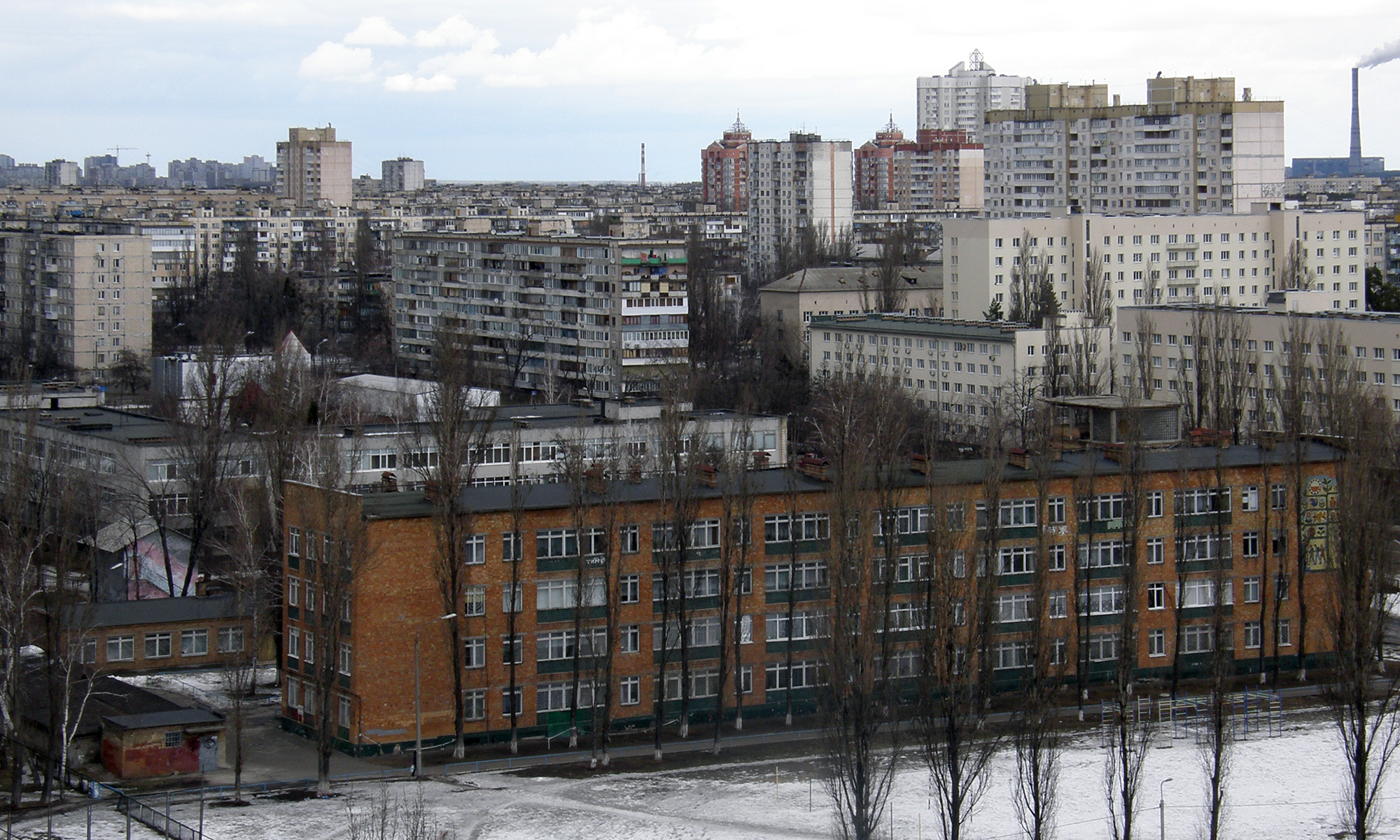
Лісовий, школа № 189, 1967
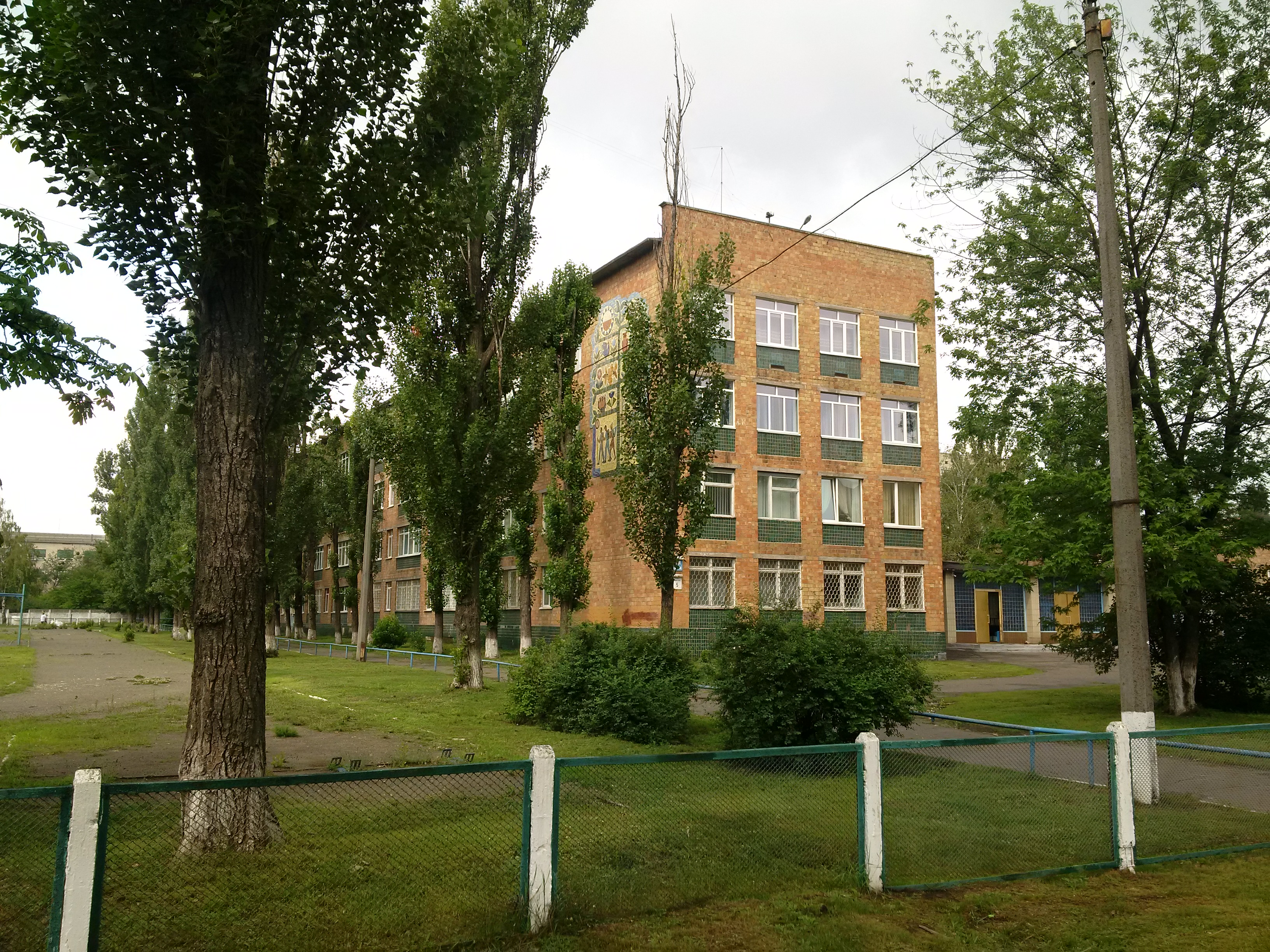
Лісовий, школа № 189, 1967
Лісовий, школа № 190, 1968

## 2-02-960у
Відрізняє проект від подібних три вікна з торця навчального корпусу і відповідно чотири вікна короткого крила на внутрішньому боці.

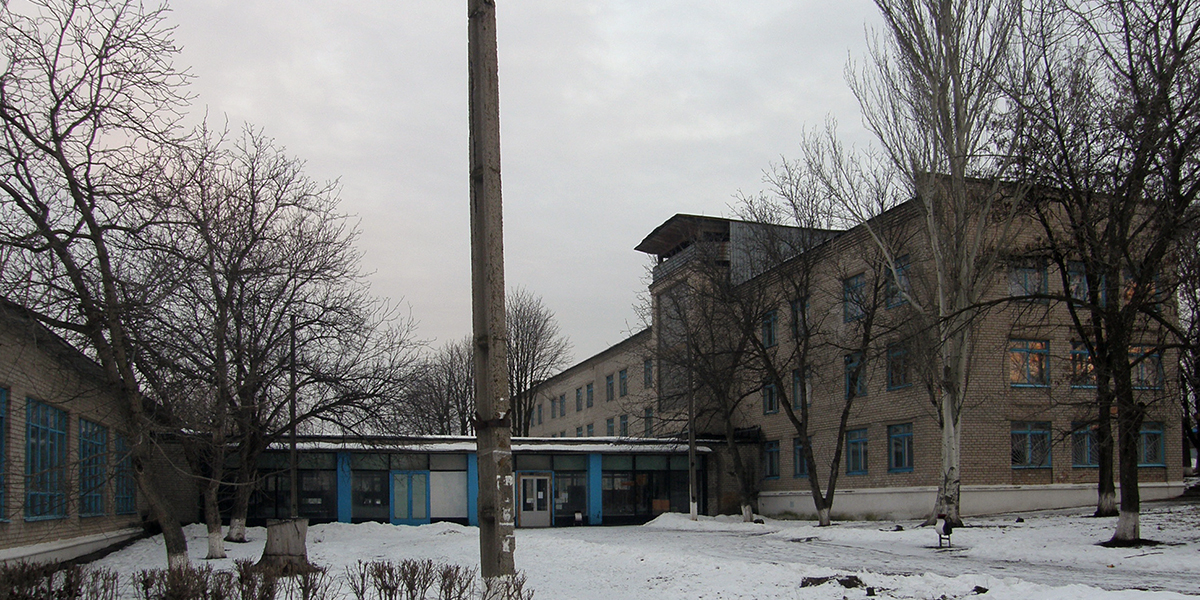
Краматорськ, школа № 26, 1966

## 2У-02-964
Глухий торець навчального корпусу, відсутній ризаліт сходів між навчальним корпусом і вестибюлем.

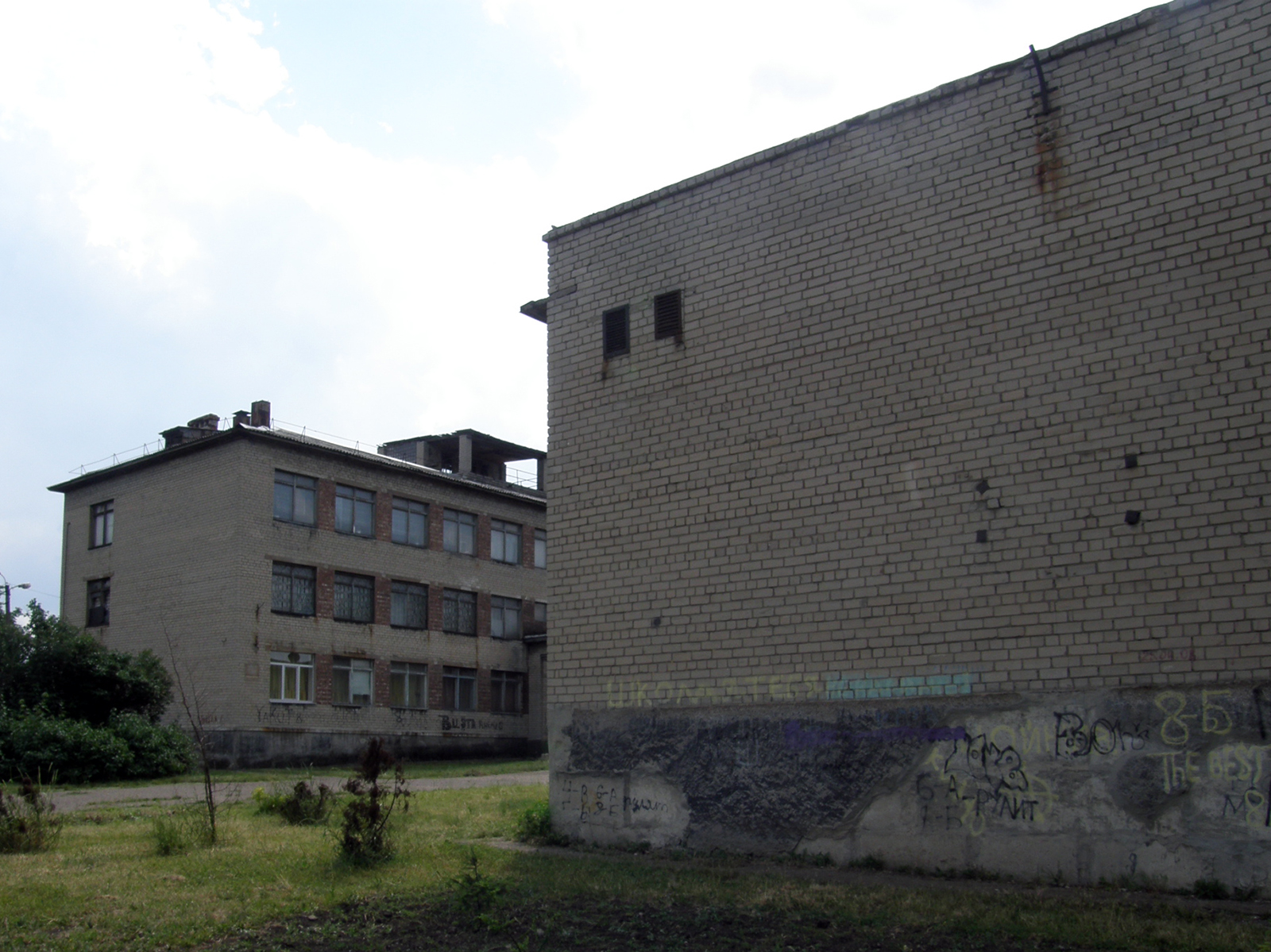
Донецьк, школа № 68